# Olympiade (sainte)
Olympiade, Olympiade la Diaconesse ou Olympe de Constantinople, est une noble romaine de l'Empire romain d'orient, née en 368 et morte en 408, devenue sainte chrétienne associée aux Mères du désert. Saint Grégoire de Nazianze, saint Jean Chrysostome, l’évêque Palladios, les historiens Sozomène et Ammien, et d'autres biographes nous ont transmis de nombreux détails sur cette femme vertueuse. Elle connut également Grégoire de Nysse. On la fête le 25 juillet dans l'Église catholique et dans l’Église orthodoxe.

## Biographie

### Éducation
Olympiade est née à Constantinople, sous le règne des empereurs Valens et Valentinien. Son grand-père, Albanius, de condition modeste, s’éleva à force d’intelligence jusqu’aux premières charges de l’empire telles que Préfet et Consul de prétoire. Sa filiation reste incertaine du côté de sa mère, mais aux dires de Palladios, « son père fut le comte Anysius second, ou Anysius Seleucus, homme pieux et sage à qui saint Grégoire de Nazianze a écrit plusieurs lettres. » Olympiade, orpheline de ses deux parents dès son adolescence, devient d’ailleurs la pupille et la protégée de Grégoire de Nazianze. Son oncle et tuteur Procope confie l’éducation et l’instruction d’Olympiade à une gouvernante vertueuse, Théodosia, sœur de l’évêque d’Icone, Amphilochius. Sous la direction de cette femme, Olympiade acquiert les principes moraux, et parvient au plus haut degré de la philosophie chrétienne et des lettres grecques ; elle s’adonne aussi aux mortifications et au jeûne, sur le modèle des perfections de la vierge Salvie ou Silvie, la fille de Flavius Rufinus.

### Charité et persécution
Parée des dons de l’esprit, de la beauté physique et de la fortune — elle est sans doute la femme la plus riche de l’empire grec —, Olympiade est le plus beau parti de la cour de Constantinople. Elle épouse le riche et noble Nébridius, préfet de la ville impériale et reçoit, à cette occasion, une lettre de saint Grégoire de Nazianze accompagnée de ses préceptes de mariage. Elle devient veuve après 20 mois de mariage, à l'âge de 19 ans. Malgré son rang et sa richesse, elle décide de mener une vie plus ascétique ; elle distribue tous ses biens au profit de l’Église, ou pour la construction d’hôpitaux, de collèges, de séminaires, ou de logements pour les pauvres, et se contente de la plus petite partie de sa fortune pour son usage personnel. Elle secourt indifféremment tout le monde, dit Palladios, même des personnes qui ne sont pas dans le besoin, au risque d’être exploitée ; saint Jean Chrysostome, son directeur de conscience, la met alors en garde et lui conseille d’user de davantage de modération et de clairvoyance dans le choix de ses obligés. Dans ses Lettres, il témoigne que, dans la pratique de la charité envers les pauvres, elle n’avait point d’égale. Elle est sollicitée de tous côtés pour contracter une seconde union ; un cousin germain de l’empereur Théodose, nommé Elpidius, s’obstine à vouloir l’épouser mais est éconduit comme les autres. Théodose considère ce refus d’entrer dans sa famille comme une injure personnelle et se venge en séquestrant tous ses biens et en la retenant captive. Elle lui écrit alors : 

« Vous avez témoigné, Seigneur, envers votre très humble servante, une sagesse et une bonté, non seulement de souverain, mais même d'évêque en faisant mettre à la garde de vos officiers le pesant fardeau des biens que je possède et me déchargeant par ce moyen du soin et des inquiétudes que me causait la nécessité d’en bien user. Mais vous augmenterez encore ma joie si vous commandez qu’on les distribue aux églises et aux pauvres. Car il y a déjà longtemps que j’appréhende les mouvements de la vanité qui ont coutume de suivre cette distribution lorsqu’on la fait par soi-même, et que je crains que l’embarras des richesses temporelles ne me fasse négliger les véritables, qui sont les spirituelles et les divines. »

 Cette disgrâce dure quatre ans au cours desquels elle connaît la misère, gagnant sa vie par de menus ouvrages. De retour à Constantinople, Théodose ordonne que son patrimoine lui soit restitué ; Olympiade pratique alors une charité sans bornes. « Dans des vêtements plus pauvres que ceux des mendiants », dit saint Jean Chrysostome, elle consacre ses journées à son prochain et ses nuits à la prière.
 

### Le diaconat
En 393 ou 394, Nectaire, successeur de Grégoire de Nazianze en la chaire de Constantinople, élève Olympiade à la dignité de diaconesse : elle n’a à cette époque que 24 ou 25 ans, alors que l’âge de quarante ans était alors requis pour exercer ces fonctions ecclésiastiques. Elle catéchise les femmes des infidèles, rachète une foule d’esclaves et les pourvoit de biens et de charges, et fait apprendre un métier aux jeunes gens ; elle fait construire un immense édifice situé entre l’église de la Paix et la basilique Sainte-Sophie, destiné aux multiples usages de la charité : hôpital, orphelinat, Hôtel-Dieu pour les pèlerins et les nécessiteux, monastère, diaconie, hôtel épiscopal, presbytère et oratoire. En 398, saint Jean Chrysostome succède à Nectaire sur le trône épiscopal. Elle le défendra au moment de son exil. Après l'exil de ce dernier, elle est traînée devant les tribunaux, accusée, à tort, d'avoir mis le feu à la basilique Sainte-Sophie. Malgré la fermeté de ses réponses, on la condamne à une forte amende ; harcelée de toutes parts, elle se décide à quitter Constantinople pour se retirer à Cyzique où elle attend des temps meilleurs. Elle reçoit bientôt l’ordre de partir pour l’exil à Nicomédie en Bithynie. Elle meurt en exil le 25 juillet 408.

## Jugements
L’évêque Palladios, son contemporain, loue « la sainteté de sa vie, ses travaux, sa constance, sa patience, les grandes connaissances et les grandes lumières qu’elle possède de toutes choses, même les plus hautes et les plus relevées, et un firmament entier d’autres vertus rares et éminentes dont son âme est toute brillante. »
Au XVIIe siècle, selon l’historien Tillemont, « il n’y a guère eu d’exemple, au IVe et au Ve siècle de l’Église, d’une veuve plus célèbre en sainteté et en aumônes, et plus honorée par les Grecs et par les Latins que celui de la fameuse Olympiade. Elle a été à Constantinople ce que sainte Marcelle a été à Rome, et les deux Mélanie avec sainte Paule à Jérusalem. »

## Les lettres de Jean Chrysostome à Olympiade
Lors de l'exil de Jean Chrysostome, Olympiade est profondément affligée et elle tomba dans un état maladif d’apathie. Jean, avec une simplicité charmante et une délicatesse exquise, oublie ses propres souffrances pour la réconforter : il écrivit alors 17 lettres à la jeune diaconesse.
Au témoignage de Photius, ces 17 lettres sont de toutes celles écrites par l'évêque de Constantinople les plus longues, les plus belles et les plus utiles. On peut donc les compter parmi les belles lettres de la littérature chrétienne ancienne.
Les lettres à Olympiade nous disent assez combien elle fut chère à saint Jean Chrysostome. Les unes offrent à cette pieuse veuve les consolations et les encouragements dont elle a besoin : ce sont de véritables homélies; les autres nous racontent ses tribulations. Dans d'autres encore, on apprend des détails importants de la biographie de Saint Jean Chrysostome. D'une façon générale, on peut considérer cet ensemble de lettres comme un petit traité de la providence et de la souffrance chrétienne.
Ces lettres ont été traduites en français récemment :
- Jean Chrysostome, Lettres à Olympias, Éditeur : Cerf, 1976, Collection : Sources chrétiennes   (ISBN 978-2204036122).
- Jean Chrysostome, Consolation, Lettres à Olympias, lettres choisies, traduites du grec, préfacées et annotées par Nicolas Waquet, Paris, Bayard Culture, coll. « Comètes » [archive], 2020, 150 p.  (ISBN 978-2-227-496767)

Voici un extrait de la Lettre 7 à Olympiade : 

« Allons, essayons donc, encore une fois, de vider la plaie de ta tristesse et de dissiper les pensées qui rassemblent ce nuage. Qu'est-ce qui bouleverse ton esprit ? Est-ce parce que la tempête sauvage et sombre qui s'est abattue sur les Églises a tout plongé dans une nuit sans lune, qu'elle s'accroît chaque jour, causant de cruels naufrages, et parce que la dévastation se propage dans l'univers ?
Je le sais, moi aussi, et personne ne dira le contraire. Et cependant, tout en connaissant ces maux, je ne renonce pas au plus ferme espoir, je songe au Pilote de l'univers qui ne triomphe pas de la tempête par l'habileté, mais d'un signe, calme l'orage. 
Ne te décourage donc pas, je t'en prie. Il n'y a, Olympiade, qu'une seule chose à craindre, une seule épreuve, le péché, et je n'ai cessé de te chanter continuellement ce refrain. Tout le reste n'est que fable, même si l'on parle de complots, de haines, de ruses, de trahisons, d'injures, d'accusations, de confiscations, de bannissements, de glaives aiguisés, de haute mer, du conflit de l'univers entier. Quelles que soient ces choses, elles n'ont qu'un temps et sont périssables, elles se passent dans un corps mortel et ne nuisent en rien à une âme vigilante.
Ne te laisse donc pas troubler par les événements, mais cessant d'appeler tel ou tel à ton secours, et de poursuivre des ombres, car c'est cela le secours humain, supplie sans cesse le Dieu que tu adores, de faire seulement un signe, et tout en un instant s'arrangera. »